# Ghiberti (cráter)
Ghiberti es un cráter de impacto de 110 km de diámetro del planeta Mercurio. Debe su nombre al escultor italiano Lorenzo Ghiberti (1378-1455), y su nombre fue aprobado por la  Unión Astronómica Internacional en 1976.